# Filip Tas
Filip Jozef Tas (Londen, 11 maart 1918 – Antwerpen, 11 november 1997) was een Belgisch fotograaf.

## Levensloop
Tas, zoon van een kunstschilder en fotograaf, studeerde aan de kunstacademies van Mortsel en Antwerpen. Hij volgde ook een opleiding als scheikundige. In 1937 trad hij in loondienst bij Gevaert Photoproducten, als laborant. Na een paar jaar opende hij een zelfstandige kleine fotozaak in Antwerpen, op de wijk Zurenborg.
Tas was actief als fotograaf van 1936 tot aan zijn dood. Hij liet ongeveer 30.000 foto's na, de meeste in zwart-wit. In zijn onderwerpen was hij zeer veelzijdig: reportages, gebouwen, beroemde of anonieme mensen, landschappen en (zoals hij het zelf omschreef) 'sferen'. Daarnaast poogde hij ook zijn ambitie als schrijver te realiseren. Hij publiceerde enkele surrealistische kortverhalen die echter geen succes kenden.
Langs zijn jeugdvriend Vic Gentils (1918-1997) kwam hij in contact met G 58, een groepering van kunstenaars uit uiteenlopende disciplines, ontevreden omdat op de wereldtentoonstelling Brussel 1958 hun werken niet getoond werden. Tas ontmoette er de grote Belgische fotograaf Frank Philippi (1921-2010). G 58 presenteerde op zijn talrijke tentoonstellingen (55 op vier jaar tijd) de foto’s van Tas en Philippi, die door hun werk de fotografie tot kunst verhieven en ook als dusdanig werden erkend.
In de jaren 1950 en 1960 verkende hij het surrealisme en de abstractie en maakte hij 'fotogrammen' (fotografie zonder camera). In de jaren 1960 en 1970 maakte hij de reeks 'montagefotografie' waarmee hij uitgenodigd werd voor de Belgische deelneming aan de Biënnale van Venetië (1976) als eerste fotograaf ooit. Hij gaf het de titel Heroes' Place. Zijn helden waren de anonieme mensen die eenzaam de stad bevolkten. Voor grote magazines trok hij op reis voor reportages in Afrika, Zuid-Amerika, het Verre Oosten en de Sovjet-Unie.
Jarenlang werkte Tas als fotograaf en recensent over fotografie voor de krant De Standaard. Hij had ook invloed op de jongere generaties fotografen als fotografiedocent aan het Nationaal Hoger Instituut voor Stedenbouw en Bouwkunst of Henry Van de Velde Instituut in Antwerpen.

## Erkenning
Het oeuvre van Tas werd erkend als van hoog artistiek niveau. Hij kreeg ervoor officiële eerbetuigingen:
- in 1983 ontving hij van de Provincie Antwerpen de Prijs voor Bijzondere Verdienste
- in 1983 kende de Vlaamse Gemeenschap hem de Prijs voor Beeldende Kunst/Fotografie toe.
- In 1995 werd een retrospectieve in De Brakke Grond (Amsterdam) georganiseerd, met een selectie uit zijn werk.
- In 1998 werd een retrospectieve in het KBC gebouw op de Grote Markt van Brussel georganiseerd ter gelegenheid van zijn 80e verjaardag (hij overleed kort voordien).
- In 2010 werd een tentoonstelling aan zijn oeuvre gewijd in het Antwerpse Museum voor Fotografie.

## Publicaties
- Azalealaan, verhalen, Antwerpen, uitg. Facet, 1989.

Tas publiceerde heel wat essays, recensies en boeken over fotografie. 
- Antwerpen, stad aan de stroom, Tielt, Lannoo, 1965
- R.I.P. Funeraire monumenten van beroemde Vlamingen, Gent, Snoeck-Ducaju, 1996

## Archief
De erfgenaam hebben het archief van Filip Tas in langdurige bruikleen overgedragen aan het Antwerps Fotografiemuseum.